# Gunnerusbiblioteket
Gunnerusbiblioteket i Trondheim er Norges ældste videnskabelige bibliotek. Biblioteket blev grundlagt i 1768 som bibliotek for Det Kongelige Norske Videnskabers Selskab (DKNVS). Biblioteket er opkaldt efter Johan Ernst Gunnerus, en af bibliotekets stiftere.
Biblioteket er i dag en del af NTNU Universitetsbiblioteket. Det har har i dag en faglig hovedvægt på specialsamlinger, og bruger mange ressourcer på digitalisering af historiske fotosamlinger, privatarkiv og håndskrifter. De moderne fag som hører ind under Gunnerusbibliotekets ansvarsområder er arkæologi og natur- og kulturhistorie. Bibliotekets primære brugere er forskere og studenter ved NTNU. Biblioteket har også en stor samling med slægts- og lokalhistorie, og er derfor meget brugt af lokalhistorikere.
Biblioteket ligger på Kalvskinnet, dels i DKNVS' gamle lokaler fra 1866, med tilbygning indviet i 1939, og dels i den tilstødende bygning fra 1975. Bibliotekets samlinger omfatter specialsamlinger som fotografier, kort og håndskrifter; Vitenskapsmuseets fagområder arkæologi, biologi, zoologi og historie; samt omfattende bogsamlinger fra 1600-tallet og fremefter, i tillæg til en omfattende bogsamling af norsk pligtafleveret eller rekvireret materiale fra de sidste hundrede år. Mange af samlingerne er indtil nu ikke registreret digitalt.

## Bibliotekets ledere
| År        | Leder                         |
| --------- | ----------------------------- |
| 1768      | Peter Daniel Baade            |
| 1768–1773 | Johan Ernst Gunnerus          |
| 1773–1784 | Lorents Wittrup               |
| 1784–1787 | Johan Fredrik Holst           |
| 1787–1793 | Jacob von der Lippe Parelius  |
| 1793–1797 | Hans Jacob Wille              |
| 1797–1818 | Christian Ernst Heltzen       |
| 1818–1825 | Otto Thott Fritzner           |
| 1825–1856 | Johan Christian Tellefsen     |
| 1857–1858 | Hans Henrik Müller            |
| 1859–1875 | Svend Thostrup Wessel Mosling |
| 1875–1877 | Martin Frederik Lütke         |
| 1877–1896 | Niels Peter Selmer Arentz     |
| 1896–1900 | Kristian Brinch Koren         |
| 1900–1915 | Theodor Petersen              |
| 1915–1938 | Johan Daniel Landmark         |
| 1938–1946 | Sigmund Skard                 |
| 1940–1945 | John Ansteinsson              |
| 1946–1964 | Thor Magnus Andersen          |
| 1964–1969 | Gerhard Munthe                |
| 1960–1981 | Wilhelm K. Støren             |
| 1970–1983 | Sten Frank Vedi               |
| 1983–1995 | Kari Christensen              |
| 1995–     | Stein Olle Johansen           |

## Samlingernes vækst
| År   | Tilvækst                 | Bogbestand    |
| ---- | ------------------------ | ------------- |
| 1768 |                          | 500           |
| 1779 |                          | 2 600         |
| 1781 | Schønings samling 12 000 |               |
| 1783 |                          | 15 000        |
| 1801 | Hammers samling 2 000    | 23 000        |
| 1869 |                          | 31 500        |
| 1902 | Boecks samling 31 500    |               |
| 1904 |                          | 162 000       |
| 1929 |                          | 176 000       |
| 1960 | NLHTs samling 9 000      |               |
| 1990 | Kleists samling 1407     |               |
| 1993 |                          | ca. 1 000 000 |